# 木下惠介
木下 惠介（きのした けいすけ、新字体：恵介、1912年12月5日 - 1998年12月30日）は、日本の映画監督・脚本家。本名は同じ（旧名：正吉）。監督としての映画の名前の表記は1960年代には「恵介」が混在している。
真面目で抒情的な作風で知られ、数多くの映画を制作した後、テレビ・ドラマにも進出した。弟は作曲家の木下忠司、妹は脚本家の楠田芳子。
「木下学校」とも呼ばれる、助監督などで関わった多数の才能ある映画人を育成したことでも有名。

## 略歴

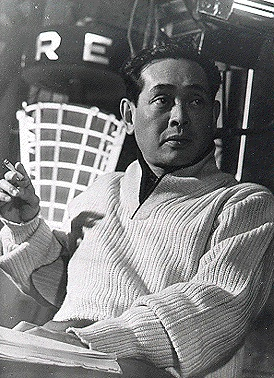
1950年代初め

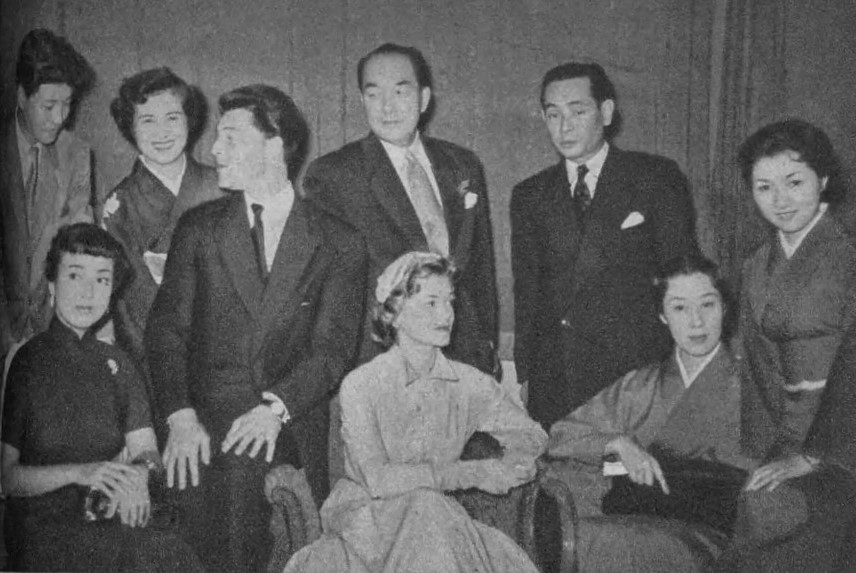
1953年10月18日から28日にかけて、第1回「フランス映画祭」が東京、大阪、京都の各都市で開催され、ジェラール・フィリップとシモーヌ・シモンが来日した。写真は会期中の10月23日に高輪光輪閣で行われたパーティーの模様。前列左から、京マチ子、ジェラール・フィリップ、シモーヌ・シモン、山田五十鈴、高峰秀子。後列左から、池部良、三益愛子、早川雪洲、木下惠介。

1912年（大正元年）12月5日、静岡県浜松市（現在の浜松市中央区）伝馬町で食料品店（漬物製造）の「尾張屋」を営む父・周吉、母・たまの8人兄弟の4男として生まれる。周吉は一代で財を成した人物であった。
1919年（大正8年）、浜松尋常高等小学校（現：浜松市立元城小学校）に入学。在学中にさかんに映画を見る。その後浜松工業学校（現浜松工業高等学校）紡績科を卒業後、上京する。
1933年（昭和8年）、オリエンタル写真学校を経て、松竹蒲田撮影所現像部に入社。その後撮影部に移り、撮影技師桑原昴の助手となる。
1936年（昭和11年）、新たに作られた松竹大船撮影所に移り、島津保次郎に引き抜かれて島津の助監督となり、島津の『浅草の灯』や吉村公三郎の『暖流』などを担当する。
1940年（昭和15年）10月に召集令状を受け取り、11月に名古屋の中部第13部隊輜重兵第3連隊補充兵に入隊する。中国各地を転戦したが、翌年に作業中の事故で左側アキレス腱鞘炎と左目角膜出血を患って野戦病院に入院、後に内地送還され帰国した。
1943年（昭和18年）、『花咲く港』で監督デビューし、ともに終生のライバルとして日本映画界を支えてゆくこととなる黒澤明とともに山中貞雄賞を受賞する。
1951年（昭和26年）、日本初の長編カラー映画となる『カルメン故郷に帰る』を発表し、NHK映画ベストテン第1位、日本映画文化賞を受賞。
1954年（昭和29年）には『二十四の瞳』でブルーリボン賞作品賞、毎日映画コンクール日本映画大賞、ゴールデングローブ賞外国語映画賞などを受賞。同年のキネマ旬報ベストテンでは同作と『女の園』が黒澤の『七人の侍』を抑えて1位・2位を独占する。
1958年（昭和33年）、『楢山節考』を発表。ヴェネツィア国際映画祭に出品され金獅子賞の有力候補と言われたが、金獅子賞は稲垣浩の『無法松の一生』が受賞した。しかし、この作品はフランソワ・トリュフォーなどの映画人に絶賛された。
1964年（昭和39年）、『香華』の次回作として『戦場の固き約束』を企画するが、興行上の採算性に対する疑義で松竹側からお蔵入りにされるなどの不遇に遭い、撮影所の不正経理を指弾したことなどから会社との関係が悪化する。そして同年、松竹を退社して木下恵介プロダクション（のちドリマックス・テレビジョン）を設立する。テレビドラマ界に進出し、TBSで『木下恵介アワー』『木下恵介・人間の歌シリーズ』などのシリーズを手掛けて多くのテレビドラマを製作した。
1969年（昭和44年）、黒澤明、市川崑、小林正樹と共同プロダクション「四騎の会」を結成した。注目を集めたが、当初発表された4人共同監督による映画は結局実現しなかった。
1976年（昭和51年）、『なつかしき笛や太鼓』以来9年ぶりとなる『スリランカの愛と別れ』で再び映画監督に戻る。これら2作品は東宝で製作。
1979年（昭和54年）には松竹に復帰。
1979年（昭和54年）、『衝動殺人 息子よ』で社会派の一面をみせる。
1981年（昭和56年）、脚本『女たちの戦場』を執筆して映画化を企画するが、会社から内容が暗すぎるという理由で製作中止となる。
1987年（昭和62年）、製作中止になっていた脚本『戦場の固き約束』を出版。中国から松竹との合作で製作企画が出るが、再び製作は中止となった。
1991年（平成3年）、文化功労者に選出される。
1998年（平成10年）12月30日午前3時10分、脳梗塞のため東京都港区の自宅で死去、86歳だった。墓所は鎌倉市円覚寺。生涯にメガホンをとった映画は49作品。死後その功績に対し、エランドール賞特別賞が贈られた。
2012年（平成24年）、生誕100年となるこの年、「木下恵介生誕100年プロジェクト」が立ち上げられ、記念上映イベントやDVDが発売された。
2013年（平成25年）6月1日、木下の戦時中のエピソードを基とした伝記映画『はじまりのみち』（監督：原恵一）が公開された。

## 作風

### 演出の特徴
高峰秀子は木下とのTV対談で「私は多くの木下作品に出たが、キッスシーンとベッドシーンは一つもなかった」と述懐している。
特徴的なこととして、『惜春鳥』、『この天の虹』、『夕やけ雲』、『破戒』、『お嬢さん乾杯』、『今年の恋』、『海の花火』、『太陽とバラ』などの作品において男性同士の親密なシーンがみられるが、男の友情や兄弟愛を描いたものであるとも解釈できるよう、抑えた表現となっている。
ジャンルは多様だが、大まかに分けると『二十四の瞳』などの抒情的なメロドラマ、『カルメン故郷に帰る』などの喜劇、『日本の悲劇』などの社会派の3つが挙げられる。時代背景を風刺した作品も多く、『カルメン純情す』では当時加熱していた再軍備運動が描かれており、『女の園』では封建制度を糾弾するテーマになっている。
映像表現において実験的な試みをすることが多い。『カルメン故郷に帰る』では国産のフジカラーを使用して日本初の長編カラー映画を作り、その続編である『カルメン純情す』ではカメラを傾ける撮影技術を多用している。
『野菊の如き君なりき』では回想シーンを白い楕円形のマスクで囲み、『楢山節考』では全編セット撮影で歌舞伎の様式美を取り入れている。『笛吹川』ではモノクロ映像に部分的に色を焼き付ける手法が用いられている。

### スタッフ・キャスト
ほとんどの監督作品で自らが脚本を執筆している。弟の木下忠司は『わが恋せし乙女』から『父』まで、『楢山節考』を除く全ての作品で音楽を提供しており、妹の楠田芳子の夫である楠田浩之が『花咲く港』から『なつかしき笛や太鼓』までの作品で撮影を担当した。松竹時代の大体の作品では惠介が監督・脚本、忠司が音楽、楠田が撮影、豊島良三が照明、大野久男が録音、杉原よ志が編集という、固定したスタッフで活動した。このいわゆる「木下学校」からは小林正樹、川頭義郎、松山善三、今井雄五郎、勅使河原宏、吉田喜重、山田太一他、多数の映画人が巣立っていっている。
木下作品で最も多くの作品に主演した女優は高峰秀子で、12作。他には久我美子、田中絹代、東山千栄子、小林トシ子、井川邦子、佐田啓二、佐野周二、上原謙らも多くの作品に登場する。笠智衆は自らの著書で「私は小津監督の作品に多く出ている印象を与えるが、本数で言えば木下作品のほうが実は多く出ている」と述べているように、主演はないが脇役として多く出演した。また、新人俳優の起用も多く、デビュー作からその後の作品に何度も登場することになる者も多かった。田村高廣、桂木洋子、石濱朗、田中晋二、有田紀子、川津祐介、小坂一也、加藤剛らがその代表格である。

## 人物・エピソード

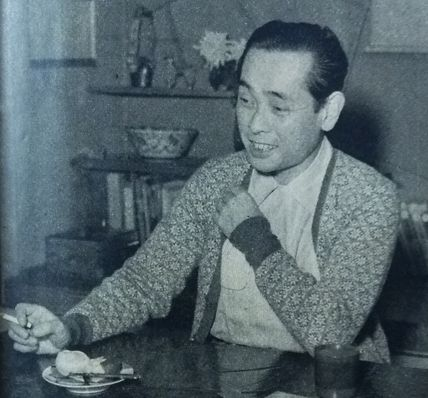
1954年

黒澤明とは、監督デビューした年が同じで、小津、溝口らの戦前派が亡くなった後は長らく日本映画の両雄と見なされていた。1954年には『二十四の瞳』『女の園』のともに2作がキネマ旬報ベストテンで『七人の侍』の上位を占めるなど、しばしば国内での評価は黒澤を凌駕することもあった。しかし、国外での受賞が少ないことや、基本的に日常派で華々しい話題性や刺激に乏しい作品が多いことなどにより、晩年は次第に映画界での存在感が薄れていく。木下プロダクションを設立してのテレビへの転身が好調だった点もかえって災いした。特に1980年前後、ともに久々に映画界に復帰した黒澤が日本映画の記録を破るような超大作を連打したのに対し、渋い社会派映画に徹した木下は、玄人筋の評価こそ高いものを勝ち得たものの、大衆的な話題性という点で大きく後塵を拝する結果となった。黒澤と両雄と呼ばれた60年代にこれに続く存在とされた市川崑や山本薩夫がジャーナリスティックな話題作りに長けていたことと比べても見劣りする形となってしまった。没後は世間一般の話題に上ることは少なくなっていた。
1948年（昭和23年）、盟友でもあった黒澤の脚本による『肖像』を監督して第3回毎日映画コンクール監督賞を受賞している。その後同じ布陣による時代大作『落城』が企画されるも実現には至らず、結局このコラボレーションはこの1作のみに終わった。
1948年（昭和23年）から晩年近くまで、神奈川県藤沢市辻堂熊の森に住んでいた。
日常的に女性的な言葉遣いをすることが多かったが、それ以外のセクシャリティを示すような具体的なエピソードはきわめて少ない（ただし、脚本家の白坂依志夫の回顧エッセイでは、「木下監督がホモ・セクシャルなことは、有名である。木下組の助監督は、そろって美青年で、そろいのスーツにそろいのネクタイ、華やかな現場だった」と記述されている）。
実際は戦中にごく短い結婚生活を経験しているが、入籍はしなかった。新婚旅行で見切りをつけたという本人の弁は三国隆三『木下恵介伝―日本中を泣かせた映画監督』に、性的関係のないまま離別したという相手の女性の証言は長部日出雄『天才監督 木下惠介』に紹介されている。実子はなかったが、養子（男性）を取っていた時期がある。
実家の漬物店は、絶えず15人前後の奉公人を抱える裕福な家庭であった。その為、撮影所の給与のほかに「何時でも欲しい時にいるだけ」実家から仕送りを受けて生活していた。両親を説き伏せて蒲田撮影所入ったものの「サディズム的先輩」に馴染めず、入った途端に嫌になってしまい、辞めて郷里に帰りたいと手紙を書いては一年だけは辛抱するよう母に宥められていたという。撮影部に移ってからも島津保次郎に怒鳴られるのが怖く、島津の顔を見た途端から「十貫目の石を背負ったような気分に」なっていたと述懐している。
1951年に高峰秀子に誘われて初めてパリを訪問。1952年にかけての半年間パリに滞在したが、その折、トラベラーズ・チェックを摺られて難儀していた三島由紀夫に、日本からの送金が到着する迄の滞在先として自分が滞在していたアパートを紹介し、1ヶ月ほど親しくしていた。ある時、もっと国政に対して発言してはどうかと木下が問うたところ、三島は「小説家ってね、そんなことはどうでもいいんだ。日本の国がどうなろうと、小説家が書くことは別のことだからね、僕が書きたいことはさ」と返答したという。木下は18年後の三島の最期について「何故クーデターを呼びかけてまであんな死に方をしたのだろう」、「三島さんほどの人が、あのむごたらしい死を賭して言い残したことは、あの基本思想と一脈相通じているように私には思えてならない」、「なつかしい人でもあるし、思い出したくない記憶でもある」と記している。1954年公開の『潮騒』は、当初、木下が監督する予定で企画が進められていたが、原作者である三島の「木下だったら、どんな映画か想像がつく」との一言で監督は谷口千吉に変更された。
実家が漬物屋だったことで、独特の臭いが影響し、大の漬物嫌いだった。助監督はロケ弁などの「漬物チェック」が日課であり、もし弁当に入っていたり目の前にあろうものなら、木下は癇癪を起こし、撮影どころではなくなった、という。

## 受賞

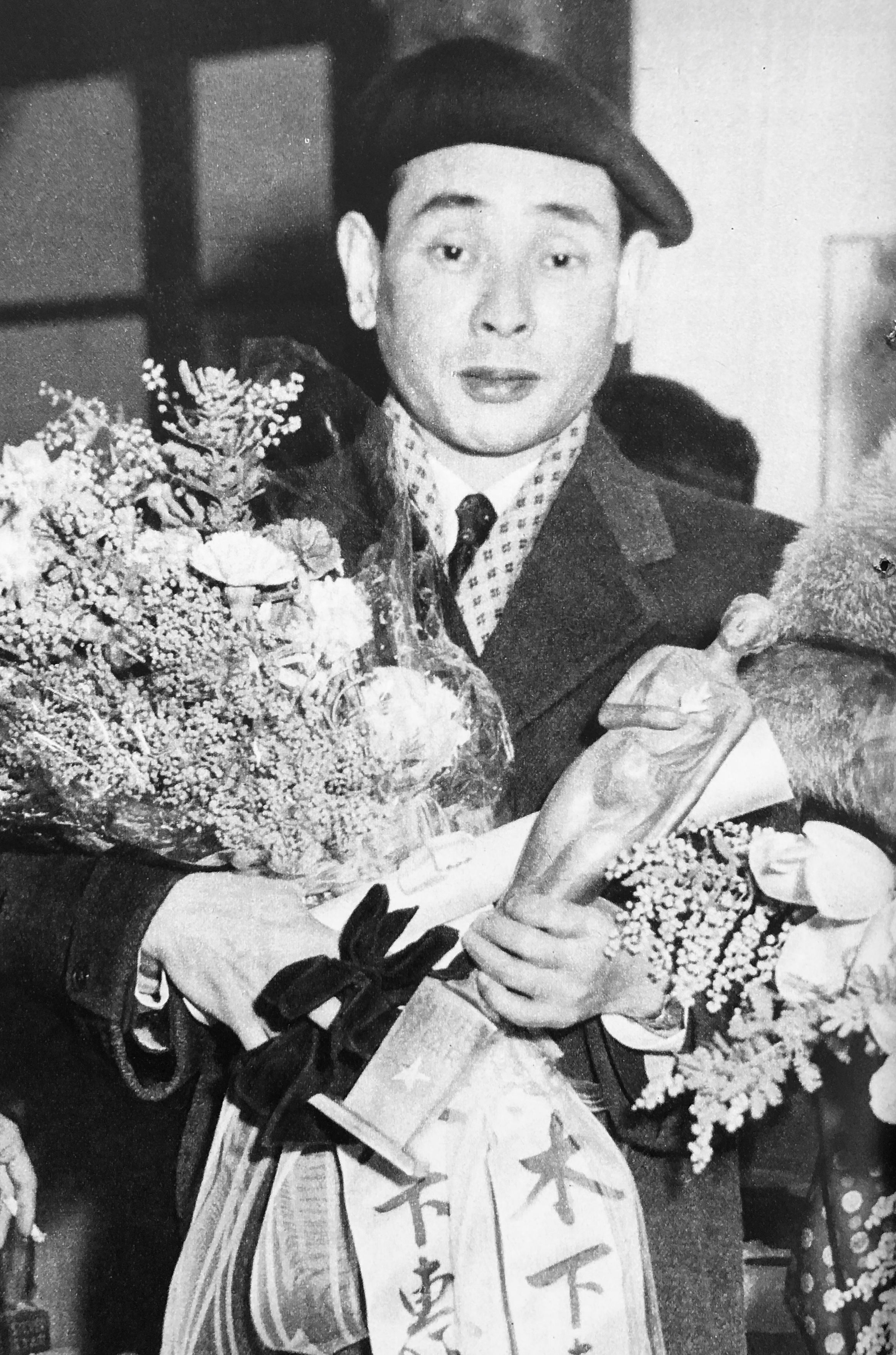
1955年

- 1943年：山中貞雄賞（黒澤明とのダブル受賞）
- 毎日映画コンクール
  - 1948年：監督賞『女』『肖像』『破戒』
  - 1951年：脚本賞『カルメン故郷に帰る』
  - 1953年：脚本賞『日本の悲劇』『まごころ』『恋文』
  - 1954年：監督賞・脚本賞『二十四の瞳』『女の園』
  - 1958年：監督賞『楢山節考』
- ブルーリボン賞
  - 1953年：脚本賞『日本の悲劇』『まごころ』『恋文』『愛の砂丘』
  - 1954年：脚本賞『二十四の瞳』『女の園』
- 1977年：紫綬褒章
- 1983年：牧野省三賞
- 1984年：勲四等旭日小綬章
- 1991年：文化功労者
- 1999年：エランドール賞特別賞（没後）

## 監督作品
| 公開年 | 作品名                   | 主な出演者                                                                           | 備考 |
| ------ | ------------------------ | ------------------------------------------------------------------------------------ | --- |
| 1943年 | 花咲く港                 | 上原謙、小沢栄太郎、水戸光子                                                         | 監督デビュー作。菊田一夫の戯曲が原作。 |
| 1943年 | 生きてゐる孫六           | 上原謙、原保美、山鳩くるみ                                                           | 浜松の三方ヶ原の古戦場を舞台に、因習を打破し土地を開墾する青年たちと軍人を描く。 |
| 1944年 | 歓呼の町                 | 上原謙、東野英治郎、信千代                                                           | 空襲のため強制疎開ということになった東京の某地区（蒲田あたり）。最後まで残った町内会長を含む数家族の物語。 |
| 1944年 | 陸軍                     | 田中絹代、笠智衆、東野英治郎、三津田健                                               | 陸軍省の依頼で「大東亜戦争3周年記念映画」として製作。ラストシーンの行軍のエキストラには実際に出征する兵士たちが出ており、その多くが南方で戦死したため、遺影の映画となった。 |
| 1946年 | 大曾根家の朝             | 杉村春子、小沢栄太郎、三浦光子、徳大寺伸                                             | 戦後第1作。初めてキネマ旬報ベスト1に選ばれる。 |
| 1946年 | わが恋せし乙女           | 原保美、井川邦子、増田順二                                                           | 浅間の牧場で捨てられていた女の子が成長して恋愛をする、青春恋愛映画。乗馬で遠景から近景へのショットを、代役を立てずに撮るために、井川邦子は馬に乗れる特訓を軍の騎兵の経験があった木下忠司より受ける。 |
| 1947年 | 結婚                     | 上原謙、田中絹代、東野英治郎                                                         | 新藤兼人脚本。 |
| 1947年 | 不死鳥                   | 田中絹代、佐田啓二、山内明                                                           | 佐田啓二と田中絹代の「接吻シーン」が一世を風靡。 |
| 1948年 | 女                       | 小沢栄太郎、水戸光子                                                                 | 毎日映画コンクール監督賞。 |
| 1948年 | 肖像                     | 井川邦子、小沢栄太郎、三宅邦子                                                       | 黒澤明脚本。毎日映画コンクール監督賞。 |
| 1948年 | 破戒                     | 池部良、桂木洋子、滝沢修                                                             | 毎日映画コンクール監督賞。 |
| 1949年 | お嬢さん乾杯!            | 佐野周二、原節子、佐田啓二、村瀬幸子                                                 | 新藤兼人脚本。 |
| 1949年 | 新釈四谷怪談             | 田中絹代、上原謙、佐田啓二、宇野重吉                                                 | 前後篇の二部作として製作され、まず前篇が、次いで後篇が、それぞれ公開された。 |
| 1949年 | 破れ太鼓                 | 阪東妻三郎、村瀬幸子、森雅之、桂木洋子、田浦正巳                                     | 土建業の社長（阪東妻三郎）が、そのワンマンぶりにより妻および家族に見離されるが最後には和解する。劇伴担当の木下忠司が社長の次男役で登場し、ピアノと歌を披露する。 |
| 1950年 | 婚約指環                 | 三船敏郎、田中絹代、宇野重吉                                                         | 伊豆の網代で胸の病の療養をしている夫（宇野重吉）を治療するため通う医者（三船敏郎）が、その妻（田中絹代）に恋をする。 |
| 1951年 | 善魔                     | 森雅之、淡島千景、三國連太郎、笠智衆                                                 | 失踪した高級官僚の妻と、その過去の恋愛、および妹の恋愛が描かれる。三國連太郎が若い新聞記者役として映画デビューする。 |
| 1951年 | カルメン故郷に帰る       | 高峰秀子、小林トシ子、佐田啓二、佐野周二                                             | 日本初のカラー作品。万一に備え、モノクロフィルムでの撮影も同時に行われた。踊り子のリリー・カルメン（高峰秀子）とその友人が浅間山のふもとの村に里帰りし、村の人々にカルチャー・ショックを与えて帰る。 |
| 1951年 | 少年期                   | 石濱朗、田村秋子、笠智衆                                                             | 波多野勤子と息子との4年間の交流書簡集を映画化。昭和19年春、小石川の一家が信州・諏訪に疎開し、終戦を迎えるまでを、少年（旧制中学生）の視点を主に描く。 |
| 1951年 | 海の花火                 | 木暮実千代、津島恵子、三國連太郎、石濱朗                                             | 佐賀県・呼子の港を舞台に、船主の主人を持つ一家と、漁船の操業及び娘たちの恋愛を描く。製作途中で「東京のシーンを混ぜてほしい」との松竹の要請を受け、取り入れたこともあって、ストーリーの展開が複雑になっている。 |
| 1952年 | カルメン純情す           | 高峰秀子、小林トシ子、若原雅夫、淡島千景、北原三枝、三好栄子、東山千栄子             | 『カルメン故郷に帰る』続編。ダンサーが芸術家に恋をする話に、当時の再軍備に対する政治的な話題も絡めている。カメラを傾けるという撮影法を多用している。 |
| 1953年 | 日本の悲劇               | 望月優子、桂木洋子、田浦正巳、佐田啓二、高橋貞二                                     | 箱根の旅館で働きながら二人の子供を育てた戦争未亡人が、成長するにつれその愛情を拒み、離れて行く子供たちに、自分の過去を回顧しつつ絶望の淵へと追いやられてゆく。戦後事件に関するドキュメンタリー風の映像が随所に挿入されている。                                                                                         |
| 1954年 | 女の園                   | 高峰秀子、高峰三枝子、岸恵子、久我美子、田村高廣、金子信雄                           | 古い女学校の学校制度に反対して団結する学生（主に女子寮）たちの集団劇。後の学園紛争を予見したともいわれるが、政治的なテーマは少なく、恋愛と生活の問題が主である。 |
| 1954年 | 二十四の瞳               | 高峰秀子、月丘夢路、田村高廣                                                         | ゴールデングローブ賞外国語映画賞。小豆島を舞台に、戦前～戦後までを生きた女性教師とその教え子の姿を描く。 |
| 1955年 | 遠い雲                   | 高峰秀子、佐田啓二、高橋貞二、田村高廣                                               | 岐阜県高山市を舞台に、夫を亡くした初恋の女性に対する恋愛感情を描く。ジッド『狭き門』の本が小道具として効果的に使われている。佐田啓二はヒロイン（高峰秀子）の義弟として登場する。 |
| 1955年 | 野菊の如き君なりき       | 有田紀子、田中晋二、田村高廣                                                         | 伊藤左千夫『野菊の墓』の原作をもとに、舞台を信州の田舎に移し、少年時代の淡い恋を描く。物語は老人（笠智衆）の回想として語られ、回想シーンは楕円の縁取りがなされている。 |
| 1956年 | 夕やけ雲                 | 久我美子、田村高廣、田中晋二、東野英治郎、望月優子                                   | 横丁で父親から引き継いだ魚屋を営む若者が、好きだった者との別離（妹・友人など）を回顧する泣かせ系映画。木下の実妹・楠田芳子の脚本による。 |
| 1956年 | 太陽とバラ               | 中村嘉葎雄、沢村貞子、石濱朗、久我美子、三宅邦子                                     | 湘南に住む貧しい母子家庭の青年と、木工会社の社長の息子との交流と破滅を描く。木下惠介流の反・太陽族映画。 |
| 1957年 | 喜びも悲しみも幾歳月     | 高峰秀子、佐田啓二、中村嘉葎雄                                                       | 灯台守として戦前～戦後を過ごした男とその妻・子供たちを描く年代記。灯台は実際にあるものをロケ地として、日本全国を縦断して撮影された。若山彰による主題歌とともに大ヒットとなった。 |
| 1957年 | 風前の灯                 | 高峰秀子、佐田啓二、田村秋子                                                         | 前作『喜びも悲しみも幾歳月』で善良な夫婦を演じた高峰・佐田が、このコメディ作品では一転して欲望むきだしの不良夫婦を演じる。役者のイメージがヒット作の役柄で固定されないようにという木下の配慮。タイトル・一軒家を出入りする遠景ショット、『喜びも悲しみも幾歳月』や次作となる『楢山節考』の自己パロディ的な部分もある。 |
| 1958年 | 楢山節考                 | 田中絹代、高橋貞二、望月優子                                                         | 深沢七郎の短編小説が原作。義太夫、歌舞伎の手法を用い、オールセット（ロケなし）で撮影された。主演の田中絹代は、役作りのために自らの前歯を抜いて臨んだ。ヴェネツィア国際映画祭コンペティション参加。 |
| 1958年 | この天の虹               | 高橋貞二、川津祐介、久我美子、田村高廣、笠智衆、田中絹代、小坂一也                   | 八幡製鉄（現・新日本製鉄）を舞台にした、労働者たちの恋愛・日常を描く。製鉄所から上がる多色の煙がタイトルとなっている。その煙も、公害ではなく高度成長の象徴として描かれる。 |
| 1959年 | 風花                     | 岸惠子、川津祐介、有馬稲子、久我美子、東山千栄子、笠智衆                             | 長野の旧家に生まれた男女を軸に、過去と現在が激しく交錯する手法を用いた年代記。 |
| 1959年 | 惜春鳥                   | 川津祐介、小坂一也、石濱朗、津川雅彦、山本豊三、有馬稲子、佐田啓二、十朱幸代         | 大人へと成長していく青年たちの友情を描く抒情篇。会津若松を舞台に、青年たちや男女の心情と白虎隊の哀史とが絡む。「日本初のゲイ映画」とも評される ほど、男性同士の親密なカットが散見される。 |
| 1959年 | 今日もまたかくてありなん | 高橋貞二、久我美子、中村勘三郎、中村勘九郎                                           | 藤沢・辻堂に建てたばかりのマイホームを、ひと夏の間他人に貸すことにしたサラリーマン一家。妻と子はその間妻の実家がある軽井沢で過ごすことになり、その地で起こる出来事が折り重なって悲劇を呼ぶ。『楢山節考』を見て木下に関心を示した中村勘三郎が、出演を願い出たとされており、木下は勘三郎を意識した脚本を創った。         |
| 1960年 | 春の夢                   | 岡田茉莉子、久我美子、小沢栄太郎、東山千栄子、笠智衆、十朱幸代、中村メイコ、田中晋二 | 正月映画。労働争議で揉める製薬会社の社長の家で、脳溢血で倒れた焼き芋売りの爺さんと、社長の家族のドタバタをユーモラスに描く。 |
| 1960年 | 笛吹川                   | 高峰秀子、田村高廣、岩下志麻、市川染五郎、川津祐介、中村勘三郎                       | 甲斐国の笛吹川に掛かる橋の下に住む貧しい農民一族を主体に、武田氏の興亡を絡めた60年にわたる年代記。モノクロフィルムに部分的に色を焼きつけるという独特な手法が用いられている。 |
| 1961年 | 永遠の人                 | 高峰秀子、仲代達矢、佐田啓二、田村正和、乙羽信子                                     | 米アカデミー賞外国語映画賞ノミネート。阿蘇を舞台に、他に好意を寄せている男性がいると知りながら自分を犯し、そのまま妻にした男を三十年にわたって憎み続けた、ある女の半生を描く。 |
| 1962年 | 今年の恋                 | 岡田茉莉子、吉田輝雄、田村正和、東山千栄子                                           | 正月映画。2人の男子高校生の兄・姉が、ひょんなきっかけで出会い、弟や家族をめぐって反目し合いながらも、そこから新しい恋が芽生えていく。 |
| 1962年 | 二人で歩いた幾春秋       | 高峰秀子、佐田啓二、倍賞千恵子、山本豊三                                             | 『喜びも悲しみも幾歳月』の高峰・佐田が演じる、道路工夫とその妻をめぐる戦後15年にわたる年代記。主題歌は若山彰による。 |
| 1963年 | 歌え若人達               | 松川勉、川津祐介、山本圭、三上真一郎、岩下志麻、倍賞千恵子                           | 正月映画。山田太一脚本。4人の男子大学生を中心とした群像劇。 |
| 1963年 | 死闘の伝説               | 加藤剛、岩下志麻、田中絹代、加賀まりこ、菅原文太                                     | 終戦間際の北海道を舞台に、劇中、激しい銃撃戦が繰り広げられる。最初と最後の「現代」のシーンのみカラーで、本編はモノクロ。 |
| 1964年 | 香華                     | 岡田茉莉子、乙羽信子、田中絹代、加藤剛、菅原文太、杉村春子                           | 有吉佐和子の同名小説を映画化。前・後編合わせると上映時間が3時間を超える大作で、木下作品の中では最長。この翌年黒澤明は、山本周五郎の小説『赤ひげ』を映画化していて、こちらも３時間を超える長い作品である。 |
| 1967年 | なつかしき笛や太鼓       | 夏木陽介、大空眞弓、小坂一也                                                         | 松竹を離れて製作された作品。東宝配給。 |
| 1976年 | スリランカの愛と別れ     | 北大路欣也、栗原小巻、高峰秀子、津島恵子、小林桂樹                                   | 前作に続いて東宝で公開された作品。仏教国スリランカを舞台に、オールロケ撮影された。松竹と縁のない作品は、この2作品のみ。 |
| 1979年 | 衝動殺人 息子よ          | 若山富三郎、高峰秀子、吉永小百合、田中健、大竹しのぶ、藤田まこと                     | 通り魔事件で息子を失った被害者遺族が国に対し犯罪被害者への救済を求めた、実際に横浜市鶴見区生麦で起きた事件をテーマにした作品。 |
| 1980年 | 父よ母よ!                | 加藤剛、三原順子、滝沢美幸                                                           | いわゆる非行少年・少女をモチーフにした作品。カルロヴィ・ヴァリ国際映画祭ファシスト闘争賞。 |
| 1983年 | この子を残して           | 加藤剛、十朱幸代、淡島千景、大竹しのぶ、山口崇                                       | 永井隆の著作が原作。長崎の被爆者を描く稀少な作品。 |
| 1986年 | 新・喜びも悲しみも幾歳月 | 加藤剛、大原麗子、植木等、中井貴一、紺野美沙子、田中健、小坂一也                     | 『喜びも悲しみも幾歳月』から30年。燈台守の生き様に老人問題を加味した、新しい形の年代記。 |
| 1988年 | 父                       | 板東英二、太地喜和子、菅井きん、野々村真、斉藤ゆう子                                 | 松山善三監督作品『母』と同時上映。 |

## 企画映画
- 山河あり (1962年) 松山善三監督

## テレビ
- 木下恵介アワー（TBS）
  - 『喜びも悲しみも幾歳月』（大辻伺郎、松本典子）
  - 『二人の星』（園井啓介、小林千登勢）
  - 『記念樹』（馬渕晴子）
  - 『今年の恋』（加藤剛、栗原小巻）
  - 『女と刀』（中原ひとみ）
  - 『もがり笛』（江原真二郎）
  - 『おやじ太鼓』（進藤英太郎、風見章子）
  - 『3人家族』（竹脇無我、栗原小巻）
  - 『兄弟』（津坂匡章、あおい輝彦、秋山ゆり、沢田雅美）
  - 『あしたからの恋』（尾崎奈々、大出俊）
  - 『二人の世界』（竹脇無我、栗原小巻）
  - 『たんとんとん』（森田健作、ミヤコ蝶々）
  - 『太陽の涙』（加藤剛、山本陽子）
  - 『幸福相談』（倍賞千恵子、山口崇）
  - 『思い橋』（藤岡弘、上村香子、松坂慶子）
  - 『おやじ山脈』（佐野浅夫、沢田雅美、進藤英太郎、小倉一郎）
  - 『わが子は他人』（松山省二、杉浦直樹、音無美紀子、林美智子）

ほか

## アニメ
- 日本名作童話シリーズ　赤い鳥のこころ（テレビ朝日、全話とも監修を担当）
  - 『牛女』（第6話・脚本、原作＝小川未明）
  - 『赤いろうそくと人魚』（第11話・脚本、原作＝小川未明）

## 記念館
- 木下惠介記念館（静岡県浜松市中央区栄町3-1 旧浜松銀行協会）

## 木下惠介に関する映画
- はじまりのみち（監督：原恵一、2013年6月1日公開） - 木下惠介は加瀬亮が演じた。